# Indonesia Calling
Indonesia Calling és un curtmetratge documental australià del 1946 dirigit per Joris Ivens i produït per la Waterside Workers' Federation. La pel·lícula mostra Sydney després de la Segona Guerra Mundial com els mariners sindicals i els treballadors mariners es neguen a donar servei als vaixells neerlandesos (coneguts com a "Armada Negra") que contenen armes i municions destinades a Indonèsia per suprimir la moviment independentista. El rodatge d'Ivens dels esdeveniments que tenien lloc es va convertir gradualment en un símbol fins i tot per a aquells que no havien vist la pel·lícula i tenien un nombre creixent de seguidors als Països Baixos, molt abans que la pel·lícula tingués públic.
Joris Ivens va patir persecució per la seva posició sobre els neerlandesos i Indonèsia. Ivens va tenir el seu passaport holandès confiscat per les autoritats neerlandeses durant uns mesos per tal de controlar el seu parador.
El 1985, el govern holandès va lliurar a Ivens una Vedella d'Or. A la cerimònia, el ministre holandès va pronunciar un discurs i en les seves paraules: "Poc després de la guerra, el vostre suport al dret a l'autodeterminació d'Indonèsia i la vostra pel·lícula Indonesia Calling us van portar a un conflicte amb el govern holandès […] Ara puc dir que la història ha caigut més al vostre costat que al costat dels vostres adversaris".